# Tzat I
Tzat I (Gruz. წათე), Tzathius lub Tzathios (gr. Τζάθιος) – według źródeł bizantyjskich król Lazyki (zachodnia Gruzja) w okresie od 521/522 r. Data końca jego rządów jest nieznana. Odrzucił zwierzchnictwo Persji Sasanidzkiej i zwrócił się o pomoc do cesarza bizantyjskiego Justyna I (r. 518–527). Był pierwszym chrześcijańskim królem Lazyki . 
Tzat był synem Damnazesa, o którym prawie nic nie wiadomo . Po śmierci ojca, w 521 lub 522 r., odmówił uznania tradycyjnej zwierzchności sprawowanej przez perskiego władcę nad Lazyką, odrzucił zaratusztrianizm i zwrócił się do Cesarstwa Bizantyjskiego. Pojechał do Konstantynopola, gdzie został przyjęty przez cesarza Justyna I, ochrzczony jako chrześcijanin i poślubiony z Walerianą - kobietą ze szlacheckiego rodu. Po otrzymaniu insygniów i szat królewskich, które oznaczały zarówno jego status królewski, jak i poddanie się cesarzowi bizantyjskiemu, wrócił do Lazyki   . 
Tzat jest wspomniany po raz ostatni wraz z wybuchem wojny iberyjskiej w 527 r. - wtedy Lazyka została zaatakowana przez Persów, którzy z łatwością opanowali zbuntowanych Iberyjczyków. Zwrócił się o pomoc do cesarza Justyniana I (r. 527–565), który właśnie zastąpił swojego wuja Justyna I. Justynian odpowiedział wysyłając armię, co pozwoliło Lazyce skutecznie przeciwstawić się Persom. 
Profesor Cyril Toumanoff przypuszcza, że panowanie Tzata trwało do około 540 r., kiedy to zastąpił go jego przypuszczalny syn Gubazes II. Opsytes, wuj Gubazesa, jest wspomniany przez VI-wiecznego bizantyjskiego historyka Prokopiusza z jednej strony jako „król Lazów”, a z drugiej - jako książę wschodniej Abasgii. Jeśli Opsytes rzeczywiście był królem, okres jego panowania może przypadać między rządami Tzata i Gubazesa. Toumanoff zakłada jednak, że Opsytes był członkiem lazyckiej rodziny królewskiej i księciem Abasgii, ale nigdy nie został królem Lazyki, co czyni Gubazesa bezpośrednim następcą Tzata I. 

## Źródła
- Geoffrey Greatrex, Samuel N. C. Lieu: The Roman Eastern Frontier and the Persian Wars (Part II, 363–630 AD). London, United Kingdom: Routledge, 2002. ISBN 0-415-14687-9. (ang.).
- John Robert Martindale, Arnold Hugh Martin Jones, John Morris: The Prosopography of the Later Roman Empire, Volume II: A.D. 395–527. Cambridge, United Kingdom: Cambridge University Press, 1980. ISBN 978-0-521-20159-9. (ang.).
- Tsathes I. W: Manana Odisheli: The Oxford Dictionary of Late Antiquity. Oxford University Press, 2018. ISBN 978-0-19-174445-7. (ang.).
- How Many Kings Named Opsites?. W: Cyril Toumanoff: A Tribute to John Insley Coddington on the Occasion of the Fortieth Anniversary of the American Society of Genealogists. Association for the Promotion of Scholarship in Genealogy, 1980. (ang.).